# Сиямкина, Александра Андреевна
Александра Андреевна Сиямкина (14 ноября 2001, Самара) — российская профессиональная баскетболистка.

## Биография
Воспитанница самарского «Политеха-СамГТУ». Начинала свою карьеру в системе курского «Динамо». Шесть сезонов провела в резервной команде бело-голубых в Суперлиге, была ее капитаном. Также один сезон отыграла в аренде в составе петербургского клуба «Черные Медведи-Политех».
В ноябре 2024 года дебютировала за основной состав «Динамо» в розыгрыше Кубка России. 8 декабря впервые выступила за курянок в Премьер-Лиге в гостевом матче против новосибирского «Динамо» (68:77). На площадке она провела чуть более восьми с половиной минут. За это время баскетболистка сумела набрать два очка. Уже в следующей игре против «Спарты энд К» (80:51) Сиямкина с 11 очками стала в своей команде одной из самых результативных на площадке. Всего за основу бело-голубых в элите провела пять встреч. В июне 2025 года покинула «Динамо» и вскоре заключила контракт с новичком Премьер-Лиги  ивановской «Энергии».

### В сборной
В мае 2021 года участвовала в сборе юниорской сборной России U20. В мае 2022 года Александра Сиямкина вместе со своими одноклубницами по «Динамо» Анастасией Олаири Косу и Яной Эльберг была вызвана на просмотр в сборную России по баскетболу 3×3. Ранее завоевывала бронзу в Кубке Европы U18 по баскетболу 3x3.

## Достижения
- Серебряный призер Кубка России (1): 2024/25.
- Чемпионка Суперлиги (1): 2021/22.
- Серебряный призер Суперлиги (1): 2019/20.
- Бронзовый призер Суперлиги (1): 2022/23.
- Бронзовый призер Кубка Европы U18 по баскетболу 3x3 (1): 2019.